# Nomindra thatch
Nomindra thatch là một loài nhện trong họ Gnaphosidae.
Loài này thuộc chi Nomindra. Nomindra thatch được Norman I. Platnick & Barbara Baehr miêu tả năm 2006.